# Navio-faroleiro

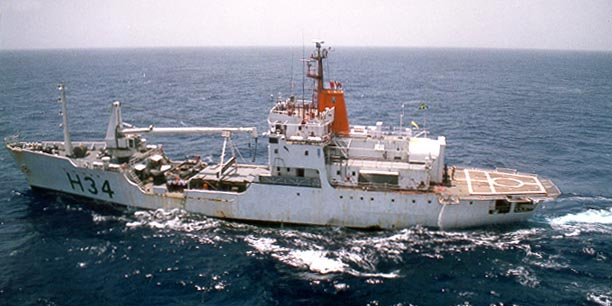
NF Almirante Graça Aranha (H-34) navio-faroleiro da Marinha do Brasil

O navio-faroleiro é um tipo de navio especializado.

## Missão
É uma embarcação especialmente concebido para manutenção e suporte a faróis, fornecendo suprimentos, combustível, correio e transporte. Também é utilizado para apoiar este tipo de instalação marítima, que na maioria das vezes são construídos em locais de difícil acesso.
Não deve ser confundido com navio farol que tem a função de substituir os farois em terra. Estes navios são fundeados com a finalidade de assinalarem perigos à navegação em locais onde de não é possível construir um farol tradicional.